# En quête de liberté
Pour plus de détails, voir Fiche technique et Distribution.
En quête de liberté (Leaving Normal) est un film américain réalisé par Edward Zwick et sorti en 1992.

## Synopsis
Marianne Johnson est une jeune paumée désertant le foyer conjugal et son mari abusif. Ancienne Stripteaseuse, Darly Peters est une barmaid au fort tempérament. Les deux jeunes femmes vont s'unir le temps d'un voyage en voiture censé les conduire vers une vie meilleure dans l'Alaska.

## Fiche technique
Sauf indication contraire, les informations mentionnées dans cette section peuvent être confirmées par la base de données cinématographiques IMDb,  présente dans la section « Liens externes ».
- Titre français : En quête de liberté
- Titre original : Leaving Normal
- Réalisation : Edward Zwick
- Scénario : Ed Solomon
- Musique : W. G. Snuffy Walden
- Photographie : Ralf D. Bode
- Montage : Victor Du Bois
- Production : Lindsay Doran
- Sociétés de production : Mirage Entertainment et Universal Pictures
- Société de distribution : Universal Pictures
- Pays de production :  États-Unis
- Langue originale : anglais
- Format : Couleur - Dolby - 35 mm - 1.85:1
- Genre : comédie dramatique, road movie
- Durée : 110 minutes
- Date de sortie :
  - États-Unis : 29 avril 1992

## Distribution
- Meg Tilly (VF : Marie-Laure Dougnac) : Marianne Johnson
- Christine Lahti (VF : Marie Vincent) : Darly Peters
- Patrika Darbo : Cecilia Cinder dit "Soixante-Six"
- Lenny Von Dohlen (VF : Maurice Decoster) : Harrison "Harry" Rainey
- Maury Chaykin (VF : Jean-Michel Farcy) : Leon Pendleton dit "Beaux Yeux"
- Brett Cullen (VF : Lionel Henry) : Kurt
- James Gammon (VF : Georges Berthomieu) : Walt
- Eve Gordon (VF : Véronique Augereau) : Emily Singer
- James Eckhouse (VF : Bernard Lanneau) : Rich Singer
- Lachlan Murdoch : Marshall
- Ken Angel : Nuqaq
- Darrell Dennis : Clyde
- Barbara Pollard (VF : Anne Rochant) : la mère de Judy
- Ahnee Boyce (VF : Emmanuelle Pailly) : Judy
- Peter Anderson (VF : Pierre Laurent) : Dan Hurley dit "Aromate"
- Rutanya Alda (VF : Anne Rochant) : l'infirmière de l'hôpital
- Ed Solomon (VF : Cyrille Artaux) : le goujat au bar (caméo)
- Timothy Webber : l'ami de Spicy